# (19) Fortuna
(19) Fortuna – jedna z większych planetoid z pasa głównego.

## Odkrycie
Planetoida została odkryta przez Johna Russella Hinda 22 sierpnia 1852 w Londynie.
Nazwana została na cześć Fortuny, bogini kierującej ludzkimi losami.

## Orbita
Orbita (19) Fortuny jest nachylona do płaszczyzny ekliptyki pod kątem 1,57°. Na jeden obieg wokół Słońca ciało to potrzebuje 3 lat i 298 dni, krążąc w średniej odległości 2,44 au od Słońca. Średnia prędkość orbitalna tej planetoidy to ok. 18,94 km/s.

## Właściwości fizyczne
(19) Fortuna ma średnicę 211 ± 2 km. Jej albedo szacowane jest na 0,056 lub zaledwie około 0,037, a jasność absolutna około 7,49m. Planetoida ta zalicza się do planetoid węglowych typu G. Jej powierzchnia jest ciemna i zawiera proste związki węgla. Średnia temperatura na jej powierzchni sięga 180 K.
Planetoida ta rotuje w czasie 7 godzin i 27 minut.